# Rada terytorialna Saint-Barthélemy

## Lista przewodniczących Rady terytorialnej
| # | Imię i Nazwisko      | Kadencja      | Kadencja |
| # | Imię i Nazwisko      | Od            | Do       |
| - | -------------------- | ------------- | -------- |
| 1 | Bruno Magras (1951–) | 15 lipca 2007 | nadal    |